# Anthrenus klapperichi
Anthrenus klapperichi – gatunek chrząszcza z rodziny skórnikowatych i podrodziny Megatominae.
Gatunek ten opisany został w 2006 roku przez Marcina Kadeja i Jiříego Hávę. Nazwę wprowadził w 1987 Vladimír Kalík, jednak jej nie opublikował. Epitet gatunkowy nadał na cześć Johanna Friedricha Klappericha.
Chrząszcz o silnie wypukłym i wydłużonym ciele długości od 1,95 do 2,25 mm, lekko punktowanym, ubarwionym ciemnobrązowo z brązowymi odnóżami. Czułki są 10-członowe, jasnobrązowo owłosione. Środek przedplecza pokrywają brązowe i jasnobrązowe łuski, a jego boki i kąty łuski szare. Na pokrywach szare, brązowe i jasnobrązowe łuski tworzą poprzeczne pasy. Na spodzie ciała występują łuski szare, a na sternitach odwłoka także jasnobrązowe. Wierzch odnóży również z szarymi łuskami. Samiec ma szerokie paramery i krótki, lekko zakrzywiony środkowy płat edeagusa.
Owad palearktyczny, znany tylko z afganistańskiej prowincji Badachszan.